# Beriáin
Beriáin (en euskera: Beriain) es un municipio español de la Comunidad Foral de Navarra, situado en la Merindad de Pamplona, en la Cuenca de Pamplona y a 11 kilómetros de la capital de la comunidad, Pamplona, formando parte de su área metropolitana. Su población en 2017 fue de 3894 habitantes (INE). Beriáin fue un concejo de la Cendea de Galar hasta su segregación en 1992.

## Toponimia
Beriáin pertenece a la serie de topónimos de la zona central de Navarra que tienen una terminación en -ain. Julio Caro Baroja defendía que la mayor parte de estos topónimos, derivaban de un antropónimo unido al sufijo latino -anum. En muchas regiones del antiguo Imperio romano, el sufijo acusativo -anum unido a un nombre personal formaba el nombre de las posesiones rústicas denominadas fundus. Este nombre solía ser el del propietario original del fundus, ya que luego si cambiaba de poseedor el nombre del fundus solía mantenerse invariable. Siguiendo esta hipótesis las poblaciones de Navarra y Guipúzcoa con sufijo -ain o -ano remontarían su origen a asentamientos rurales de la Época Romana; o asentamientos de la Antigüedad Tardía y Edad Media, que hubiesen mantenido pautas de nombrar las propiedades heredadas de la época romana. 
En el caso de Beriáin, según Caro Baroja, el topónimo tendría su origen en Verianum y el nombre propio Verius. Otros filólogos han discutido esta propuesta como Alfonso Irigoyen que insistió en que las fuentes antiguas mencionan a la localidad más veces como Beheriain, hecho al que Caro Baroja no dio mayor importancia. En esta línea Francisco Javier Oroz propone a su vez el antropónimo latino Venerianus o Veneríani, como origen del topónimo.
Durante la Edad Media el topónimo se transcribe de muy diversas formas, Bearin, Beeriang, Beeriayn, Beeriein, Beerienh, Beerin, Beherian, Beheriein, Bereain, Beriain. Finalmente se generalizó la forma Beriáin en castellano. 
El gentilicio para los habitantes de Beriáin en castellano es "beriaineses" en el sexo masculino y "beriainesas" en femenino. No se debe confundir con el gentilicio de la localidad de Barañáin, que es "berinianenses". En euskera es "beriaindar".

## Geografía

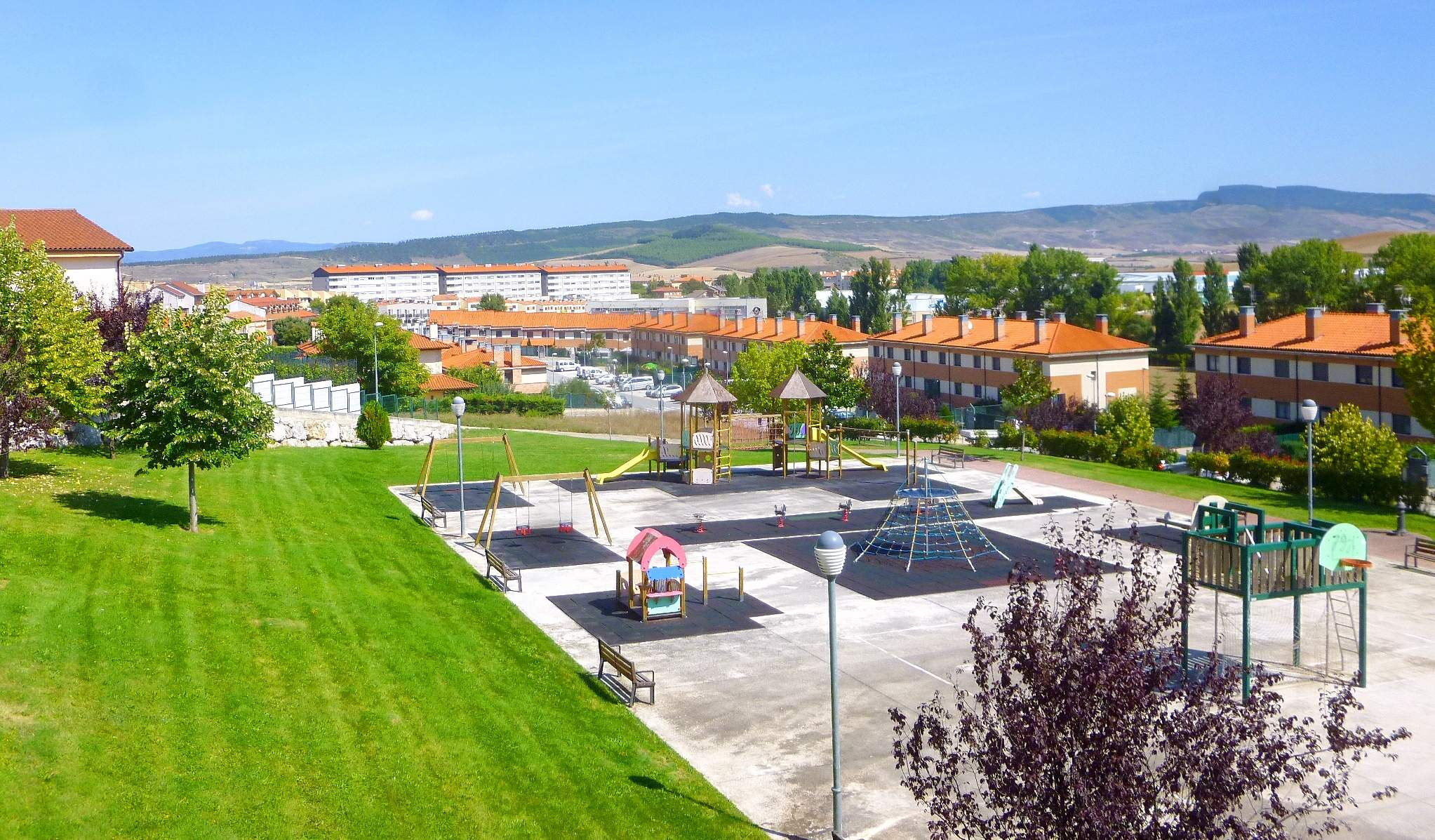
Casco viejo

Beriáin se encuentra situado en la parte central de la Comunidad Foral de Navarra, dentro de la Cuenca de Pamplona. Su término municipal tiene una superficie de 5,43 km² y limita con los municipios de Galar, Valle de Elorz y Tiebas-Muruarte de Reta. 
El relieve del municipio está definido por el barranco Errekalde, afluente del río Elorz, una laguna conocida como Balsa La Morea, y algún monte aislado al oeste en las cercanías de la sierra del Perdón. La altitud oscila entre los 600 metros al oeste, en la ladera de la sierra del Perdón, y los 450 metros a orillas del barranco Errekalde. El pueblo se alza a 495 metros sobre el nivel del mar. 
| Noroeste: Galar | Norte: Galar y Valle de Elorz | Nordeste: Valle de Elorz                          |
| Oeste: Galar    |                               | Este: Valle de Elorz                              |
| Suroeste: Galar | Sur: Tiebas-Muruarte de Reta  | Sureste: Valle de Elorz y Tiebas-Muruarte de Reta |

### Barrios
En Beriáin existen 2 barrios:
- Beriáin Casco Antiguo: Es el núcleo originario de la localidad y dedicado principalmente a la agricultura.
- Beriáin Casco Nuevo (anteriormente llamado Potasas, en euskera Getzaurre): Es el barrio próximo a las oficinas de la empresa y a la antigua fábrica de Potasas de Navarra (PDN), la empresa que lo creó y daba nombre al pueblo, donde se elaboraban los diferentes productos derivados del material extraído de los pozos mineros cercanos y que, por medio de unas bandas de goma kilométricas y al aire libre, eran transportados hasta la fábrica donde se trataban y eran convertidos principalmente en sal y abonos de potasa. La empresa PDN construyó colegios, economatos, consultorio médico, viviendas etc. para cerca de los dos mil empleados que desde finales de los años 60 vinieron de todas partes de España.

### Flora y fauna
Vegetación
Al estudiar la vegetación en un área concreta, es preciso atender por un lado a la vegetación potencial del lugar, o sea, aquella vegetación que se desarrollaría y permanecería estable si dejara de existir la influencia humana. Por otro lado hay que atender a la vegetación actual o usos del suelo, habitualmente bien distinta a la anterior por la influencia antrópica recibida.
La vegetación potencial del término de Berián es principalmente de carácter submediterráneo, en su mayor parte correspondiente a un robledal con boj (Buxo-Quercetum pubescentis). El roble, en gran parte del grupo de Quercus cerrioides, va acompañada de Buxus sempervirens, Coronilla emerus, Amelanchier ovalis, Anemone hepatica, Acer monspessulanum, Viburnum lantana, etc. Forman un bosque de hoja caediza poco sornbrío, en el que el suelo se seca superficialmente durante largos periodos.
Como vegetación potencial menos representada aparece el carrascal con boj (Quercetum rotundifoliae buxetosum). Es una forma de transición del bosque mediterráneo típico hacia el robledal submediterráneo. En el estrato arbóreo domina la carrasca. A su sombra se cobija el boj (Buxus sempervirens) así como algunos otros arbustos de hoja caediza.
Desde esta vegetación potencial a base de bosques de quercíneas, se ha llegado a una situación actual de usos del suelo muy diferente. Tanto es así, que la vegetación arbórea ha llegado a desaparecer prácticamente del término de Berián, no quedando más que algún rodal de encinas relíctico y chopos aislados en las márgenes de los cursos fluviales. Pequeñas áreas han sido reforestadas en los últimos años.
El principal uso actual de la tierra es agrícola centrada básicamente en tierras de labor en secano con alternancia de cereales y leguminosas. Han aparecido cultivos industriales como la colza.
En relación con la vegetación y usos del suelo del término se distinguen las siguientes categorías:
Repoblación forestal de coníferas. Pinar joven de Pinus nigra y repoblación reciente de Pinus sylvestris en el montículo.
Repoblación forestal de frondosas. Representada por dos pequeñas choperas y la reforestación efectuada en los terrenos recuperados de la escombrera de POSUSA.
Pastizal-matorral. Terrenos no cultivados cubiertos por especies herbáceas y arbustivas.
Vegetación arbórea de riberas. Corresponde a las alineaciones de Populus nigra, principalmente, situadas en las márgenes de los cursos fluviales.
Ribazos y taludes. Terrenos marginales no cultivados debido a su excesiva pendiente.
Secano. Cultivos de secano a base de cereal, leguminosas, plantas industriales (colza), etc.
Regadío. Pequeñas huertas, generalmente orientadas hacia el autoconsumo.
Cañada Real. Terreno ocupado por la Cañada Real.
Improductivo. Terrenos ocupados por la escombrera de Potasas de Subiza, S.A.

## Historia
La primera mención que se conoce de Beriáin, está en un documento del Monasterio de Leyre, y es del año 1110, si bien sus orígenes deben ser muy anteriores, ya que algunos historiadores opinan que el nombre de Beriáin está originado en un "fundus" romano.
Beriáin fue un concejo de la Cendea de Galar hasta 1992, cuando fue aprobada su segregación por Decreto Foral 222/92, de 15 de junio, y publicada en el Boletín Oficial de Navarra número 78 de 29 de junio de 1992.

## Demografía
Beriáin cuenta con una población de 4197 habitantes (INE 2024).
| Gráfica de evolución demográfica de Beriain entre 2001 y 2021 |
| |
| Población de derecho según los censos de población del INE Población de hecho según los censos de población del INEEntre el censo de 2001 y el anterior, aparece este municipio porque se segrega del municipio 31109 (Galar) |

#### Pirámide de población
Los datos de la pirámide de población de 2009 se pueden resumir así:
- La población menor de 20 años es el 24,32 % del total.
- La comprendida entre 20-40 años es el 30,9 %.
- La comprendida entre 40-60 años es el 28,68 %.
- La mayor de 60 años es el 16,11 %.

Esta estructura de la población es típica del régimen demográfico moderno, con una evolución hacia el envejecimiento de la población y la disminución de la natalidad anual.

### Evolución de la población
| Gráfica de evolución demográfica de Beriáin entre 1900 y 2017 |
| |
| Población según el Gobierno de Navarra Población de derecho (1900-1991) o población residente (2001) según los censos de población del INE Población según el padrón municipal de 2017 del INE |

## Administración y político

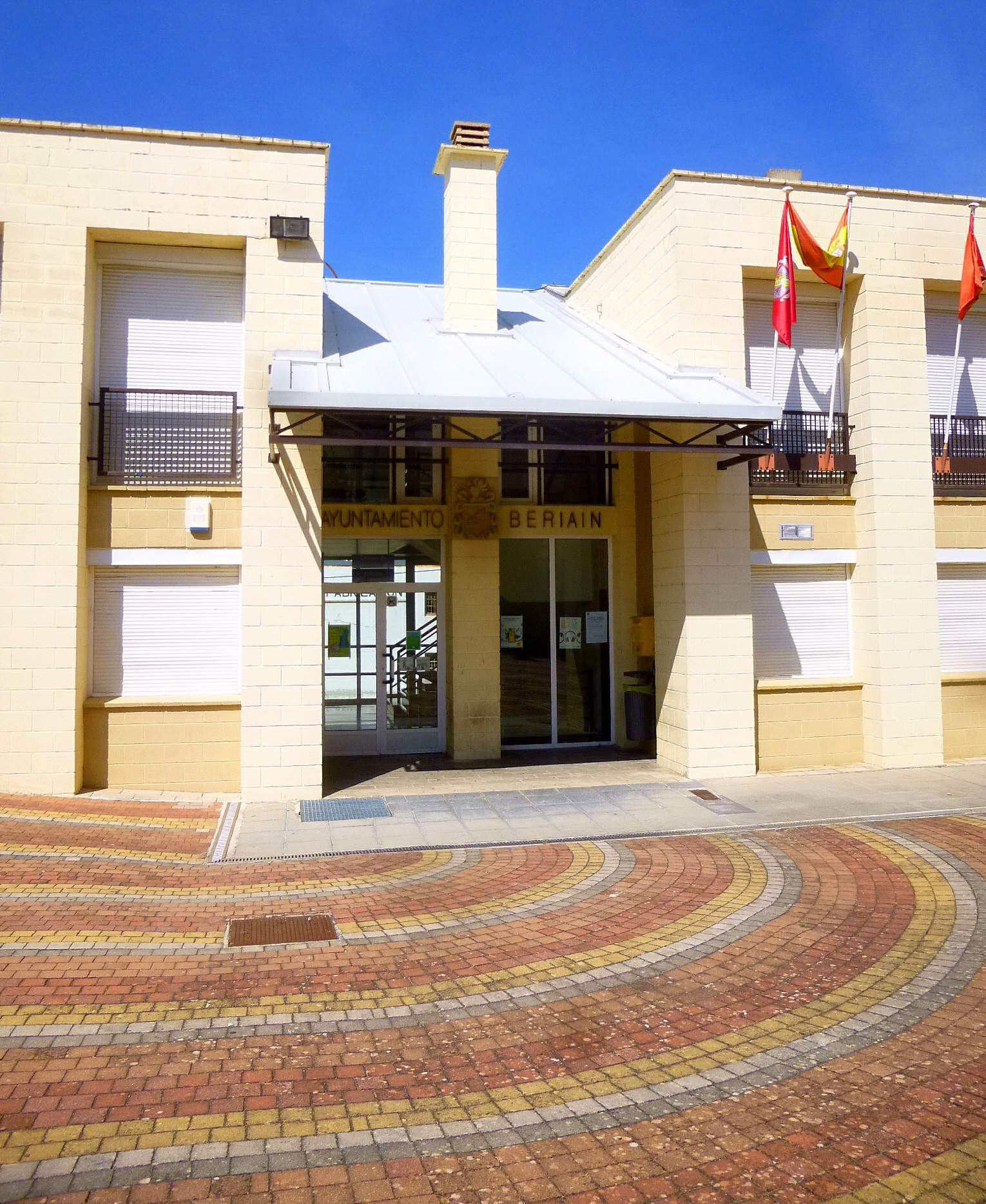
Ayuntamiento de Beriáin

### Gobierno municipal
La administración política se realiza a través del ayuntamiento desde la segregación del hasta entonces Concejo de Beriáin de la Cendea de Galar en 1992. Según lo dispuesto en la Ley Orgánica del Régimen Electoral General, la corporación municipal está formada por 11 concejales. La sede del Ayuntamiento de Beriáin está en la plaza consistorial de la localidad.
En las elecciones municipales de 2015, Adelante Beriáin-Beriain Aurrera (AB-BA) fue la formación más votada y obtuvo 4 de los 11 concejales, sin embargo un pacto entre la Agrupación Vecinal Beriáin (AVB), con 3 concejales, y Unión del Pueblo Navarro (UPN) con 2, hizo que el cabeza de lista de AVB Óscar Ayesa Domínguez fuera elegido alcalde.
Sin embargo en 2016 una moción de censura apoyada por Adelante Beriáin y el PSN-PSOE hizo que José Manuel Menéndez, de AB-BA fuera elegido nuevo alcalde.
Tras las elecciones municipales de 2019, a pesar de que Adelante Beriáin había sido nuevamente la lista más votada, un pacto entre AVB, Navarra Suma y PSN-PSOE hizo que el cabeza de lista de AVB Óscar Ayesa Domínguez fuera elegido nuevamente alcalde de Beriáin.
Tras las elecciones municipales de 2023, sale elegido con mayoría absoluta la lista Adelante Beriáin, Beriáin Aurrera (AB/BA), nombrando como alcalde a José Manual Menéndez.
| Periodo   | Nombre                | Partido | Partido                                  |
| --------- | --------------------- | ------- | ---------------------------------------- |
| 1999-2007 | Tomás Prieto Blanco   |         | Partido Socialista de Navarra (PSN-PSOE) |
| 2007-2011 | Rafael Blanco Pena    |         | Partido Socialista de Navarra (PSN-PSOE) |
| 2011-2015 | Tomás Prieto Blanco   |         | Partido Socialista de Navarra (PSN-PSOE) |
| 2015-2016 | Óscar Ayesa Domínguez |         | Agrupación Vecinal de Beriáin (AVB)      |
| 2016-2019 | José Manuel Menéndez  |         | Adelante Beriáin-Beriain Aurrera (AB-BA) |
| 2019-2020 | Óscar Ayesa Domínguez |         | Agrupación Vecinal de Beriáin (AVB)      |
| 2020-act. | José Manuel Menéndez  |         | Adelante Beriáin-Beriain Aurrera (AB-BA) |

| Partido político | Partido político                         | 2023  | 2019  | 2015  | 2015       |
| Partido político | Partido político                         | %     | %     | %     | Concejales |
|                  | Adelante Beriáin-Beriain Aurrera (AB-BA) | 51,31 | 32,28 | 34,34 | 6          |
|                  | Agrupación Vecinal de Beriáin (AVB)      | —     | 27,49 | 28,95 | —          |
|                  | Partido Socialista de Navarra (PSN-PSOE) | 17,41 | 20,69 | 14,95 | 2          |
|                  | Navarra Suma (NA+)                       | —     | 18,04 | —     | —          |
|                  | Unión del Pueblo Navarro (UPN)           | 17,63 | —     | 15,76 | 2          |
|                  | Partido Popular (PP)                     | 10,24 | —     | 4,38  | 1          |

## Servicios

### Transportes y comunicaciones
Cruza su término municipal la carretera N-121, estando muy cercanas la N-240 (A-21) y la AP-15, así como la Terminal de Mercancías de RENFE, el Aeropuerto de Pamplona-Noáin y la Ciudad del Transporte.

#### Transporte urbano
El Transporte Urbano Comarcal de Pamplona tiene una línea diurna y una nocturna, que comunican a Beriáin con el resto del área metropolitana de Pamplona. Los servicios son los siguientes;
| Eskualdeko Hiri Garraioa/Transporte Urbano Comarcal |                         |                         |
| Inicio                                              | Línea                   | Fin                     |
| Berriogoiti/Berriosuso - Berriozar                  | 16                      | Noain - Beriáin         |
| Labriteko Aldapa/Bajada de Labrit                   | N3                      | Noain - Beriáin         |
| Taxi Iruñerria                                      |                         |                         |
| Zona                                                | B                       | B                       |
| Estaciones                                          | Larre plaza/Plaza Larre | Larre plaza/Plaza Larre |

## Fiestas

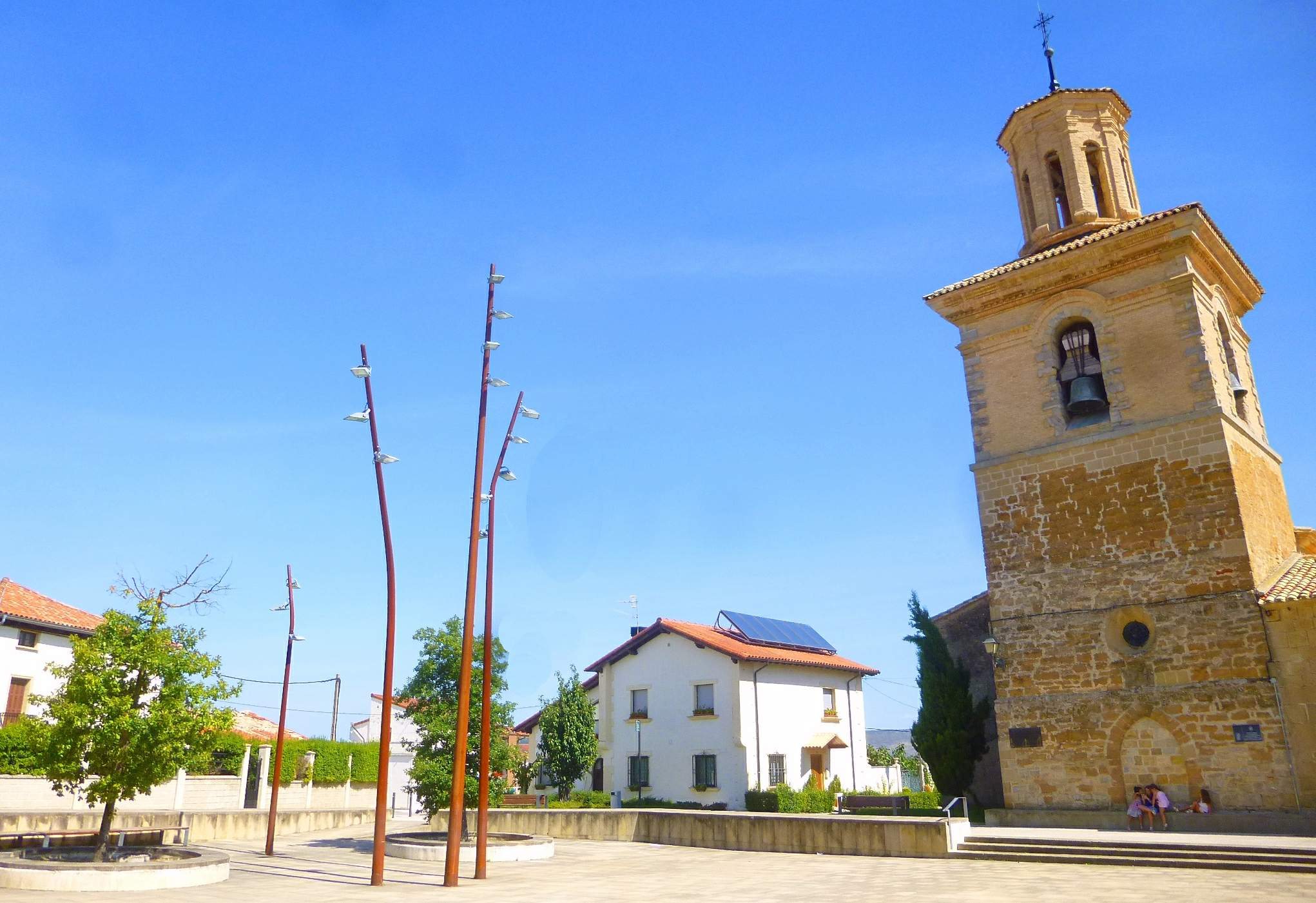
Iglesia de San Martín de Tours en el casco antiguo de Beriáin

El Casco Antiguo de Beriáin celebra sus fiestas en honor a San Martín el primer fin de semana de agosto.
El Casco Nuevo de Beriáin celebra sus fiestas en honor al Santo Cristo del Perdón el segundo fin de semana de septiembre.
Las fiestas de la juventud se celebran el segundo fin de semana de mayo en el casco nuevo.
El 4 de diciembre se celebra en el Casco Nuevo la festividad en honor de Santa Bárbara, patrona de los mineros, dada la tradición minera del Casco Nuevo de Beriáin. Se efectúa una procesión desde la ermita levantada en honor de Santa Bárbara, sita en el propio casco urbano, hasta la iglesia, con la imagen de la santa a hombros de los miembros de la Hermandad de Santa Bárbara vestidos para la ocasión con la ropa propia de los mineros.
11 de noviembre día de San Martín, patrón de Beriáin, es festivo en la localidad y en consecuencia tiene la consideración de día inhábil a efectos administrativos.
Fiestas chiquitas
Las fiestas chiquitas o asteleniruburugorri conmemoran la consagración de la iglesia de San Martín de Beriáin. Esta consagración tuvo lugar en el año 1127, el día siguiente a la Dominica in Albis, que aquel año era 11 de abril.
La tradición dice que tres obispos que se dirigían a Pamplona para consagrar la catedral, no pudiendo cruzar el río debido a una fuerte crecida, se tuvieron que alojar en Beriáin. Los tres obispos, en agradecimiento a los vecinos, consagraron su iglesia. Este hecho debió suponer todo un acontecimiento en aquel pequeño pueblo que, seguramente, no estaba acostumbrado a semejantes visitantes ni tan pomposas celebraciones. Desde entonces y hasta hace pocos años, las fiestas pequeñas de la localidad se celebraban el lunes siguiente a la Dominica in Albis. 
Actualmente esa fecha se recuerda con una misa en la iglesia de San Martín.